# Дражинци
Дражинци (болг. Дражинци) — село в Болгарии. Находится в Видинской области, входит в общину Ружинци. Население составляет 192 человека.

## Политическая ситуация
В местном кметстве Дражинци, в состав которого входит Дражинци, должность кмета (старосты) исполняет Петыр Кирилов Петков (коалиция в составе 2 партий: Болгарская социалистическая партия (БСП), Движение за права и свободы (ДПС)) по результатам выборов.
Кмет (мэр) общины Ружинци — Венцислав Томов Ванков (коалиция в составе 2 партий: Болгарская социалистическая партия (БСП), Движение за права и свободы (ДПС)) по результатам выборов.